# Nemico di classe
Nemico di classe (titolo originale: Class enemy) è un testo teatrale dello scrittore inglese Nigel Williams, pubblicato nel 1978. 

## Trama
Protagonisti sono sei ragazzi chiusi nell'aula di una scuola della periferia di Londra, vittime di una condizione di degrado sociale e psicologico che li spinge ad un comportamento violento, aggressivo, pieno di rabbia verso le istituzioni che li hanno abbandonati a se stessi negando qualsiasi possibilità di riscatto alla loro condizione di emarginati. L'autore li presenta con degli pseudonimi: Iron, Skylight, Sweetheart, Racks, Nipper, Snatch.
Nell'attesa che qualcuno venga a fargli lezione, i sei ragazzi si fanno lezione da soli. Realizzano così una sorta di disperata ma anche giocosa autogestione, durante la quale ognuno si improvvisa insegnante e tiene agli altri una lezione su un argomento a scelta. Alla fine ognuno di loro racconta uno spaccato della propria vita, ricordi e momenti fatti solo di amarezza e di frustrazione. Ad emergere sul resto del gruppo è Iron, il più violento e coriaceo, colui che impone la sua preponderante personalità con un atteggiamento e un linguaggio "da bullo".
Alla fine un insegnante si presenterà in aula, ma soltanto per ribadire il rimprovero e la condanna nei loro confronti. Iron caccia dall'aula l'insegnante, identificando in lui l'istituzione che li accusa e li rifiuta. Così i sei ragazzi continueranno ad aspettare inutilmente qualcuno che porti loro la conoscenza, che li aiuti a vincere la totale sfiducia nella società e nella possibilità di un futuro migliore.

## Trasposizioni cinematografiche
- Nel 1983 il regista tedesco Peter Stein, che aveva già realizzato un allestimento teatrale dell'opera ambientando l'azione in una scuola di Berlino ovest, realizza un film tratto dalla stessa piece con il titolo Klassen Feind.
- Nel 2013 il giovane regista sloveno Rok Biček, alla sua prima regia, realizza una trasposizione cinematografica del testo che in Italia giunge nelle sale con il titolo Class enemy (titolo originale in sloveno Razredni sovraznik).

## Messe in scena in Italia
- Nel 1983 il regista ed attore Elio De Capitani mette in scena, con la compagnia Teatro dell'Elfo, la prima versione italiana di Nemico di classe ambientandola in una scuola della periferia di Milano. La traduzione del testo inglese venne effettuata dallo stesso De Capitani insieme ad Elisabeth Boeke. Gli interpreti erano dei giovanissimi attori esordienti, oggi noti al grande pubblico: Claudio Bisio, Paolo Rossi, Antonio Catania, Riccardo Bini, Sebastiano Filocamo, Maurizio Scattorin, oltre allo stesso Elio De Capitani. I nomi dei personaggi in questa prima versione italiana erano: Iron, Angel, Cabriolet, Vicks, Marrakesch, Ciu Ciu. Una replica dell'edizione del 1983 di Elio De Capitani fu rappresentata a Milano nell'Istituto per minori "Beccaria".
- Nel 1995 la regista Angiolina Campanelli e lo scenografo e regista Bruno Garofalo hanno tradotto in napoletano il testo italiano tradotto da De Capitani ed Elisabeth Boeke. Questa prima versione napoletana vedeva come protagonisti Bruno Canale (Salvatore), Massimo Napolitano (Nippo), Giuliano Avossa (Micco), Raffaele Verzillo (Sferza), Dario Bucci (Ciro), Valerio Santoro (Gennaro), Marina Moscatelli (la professoressa). La scenografia era di Bruno Garofalo. La prima rappresentazione si svolse a Napoli nel Centro di giustizia minorile "G. Filangieri"
- La regista Angiolina Campanelli ha ripreso nel 2006 questo spettacolo in una seconda versione napoletana con gli interpreti Adriano Di Domenico, Matteo Mauriello, Abdoulaye Ba, Alessio Arena, Vittorio Cimmino, Massimo Masiello, Massimo Napolitano.
- Una seconda versione italiana venne realizzata nel 2009 dal regista Massimo Chiesa con la compagnia "The Kitchen Company", da lui fondata nel 2008. Gli interpreti erano Luca Avagliano, Gabriele Bajo, Nicola Nicchi, Daniele Parisi (poi nello stesso ruolo Daniele Aureli), Giovanni Prosperi, Carlo Zanotti, Giorgio Regali (poi nello stesso ruolo Massimiliano Sozzi, poi Marco Zanutto).